# Kōsaku Matsumora
Kosaku Matsumora (松茂良 興作, Matsumora Kōsaku, 1829 - 1898) est la figure de proue du Tomari-te.
Il a d'abord étudié le Tomari-te avec Karyu Uku puis avec Kishin Teruya lequel qui lui a enseigné les katas "Rohaï" (actuellement appelé Matsumora Rohaï, ou Koshiki Rohaï), "Wanshu" et "Wankan".
Il fut aussi un certain temps disciple de "Sōkon Matsumura". C'est à partir de là, que le Tomari-te devient partie intégrante du Shōrin-Ryu.
Un jour, alors qu'il s'entraînait avec quelques condisciples dans le jardin de Kishin Teruya, il s'aperçut que quelqu'un les regardait en connaisseur par-dessus le mur. Kōsaku, avec dérision, lui demanda de leur donner une leçon. Mais, il s'avéra que c'était un expert chinois en Arts martiaux, un commerçant du nom de Annan (connu aussi sous le nom de Chintō, du fait qu'il enseignait un kata ainsi nommé), qui était à Okinawa car son bateau avait fait naufrage, et qui leur enseigna les katas "Chintō", "Chinteï", "Jin" et "Jitte".
Il a dû quitter Tomari un certain temps, à cause d'une altercation qu'il a eu avec un samouraï du "Clan Satsuma" qui dirigeai Okinawa (ce clan japonais avait envahi l'archipel un siècle et demi plus tôt). Il n'est revenu que lorsque ce samouraï a quitté Okinawa pour rentrer au Japon.
Ses deux principaux disciples furent Chotoku Kyan, et Chōki Motobu.
Plus tard, il avait la soixantaine quand, Kentsu Yabu et Choyu Motobu, deux parmi les meilleurs disciples d'Itosu Ankō qui leur avait parlé avec beaucoup de respect et d'éloges de Kōsaku Matsumora, souhaitaient le défier, pour le tester. Après avoir essuyé plusieurs refus, ils sont revenus encore, mais cette fois, au lieu de frapper à la porte, ils sont passés par derrière, par le jardin.
Surpris de leur présence, il ne put, cette fois, que relever le défi, mais en fixant ses règles.
Il leur a donc demandé de se mettre à deux et de le soulever ou de le faire bouger. Ils n'ont pas réussi  à le décoller du sol.
Après quoi, le reconnaissant comme un "Maître", ils ont bu le thé et écouté ses préceptes sur les "règles de la politesse".
Il est décédé le 7 novembre 1898.